# Colombia i olympiska sommarspelen 1976
Colombia deltog med 35 deltagare vid de olympiska sommarspelen 1976 i Montréal. Ingen av landets deltagare erövrade någon medalj.

## Boxning
Flugvikt (– 51 kg)
- Virgilio Palomo
  - Första omgången — Bye
  - Andra omgången — Förlorade mot Toshinori Koga (JPN), 0:5

## Cykling
Herrarnas linjelopp
- Álvaro Pachón — 4:49:01 (→ 22:a plats)
- Luis Manrique — 4:49:01 (→ 23:e plats)
- Miguel Samacá — fullföljde inte (→ ingen placering)
- Abelardo Ríos — fullföljde inte (→ ingen placering)

Herrarnas tempolopp
- Cristóbal Pérez
- Álvaro Pachón
- Luis Manrique
- Julio Rubiano

Herrarnas sprint
- Julio Echevarry — 11:e plats

Herrarnas förföljelse
- José Jaime Galeano — 26:e plats

Herrarnas lagförföljelse
- José Jaime Galeano
- Jorge Hernández
- Carlos Mesa
- Jhon Quiceno

## Friidrott
Herrarnas 5 000 meter
- Tibaduiza Reyes
  - Heat — 13:49,49 (→ gick inte vidare)

Herrarnas 10 000 meter
- Victor Mora García
  - Heat — 30:26,57 (→ gick inte vidare)
- Tibaduiza Reyes
  - Heat — 29:28,17 (→ gick inte vidare)

Herrarnas 400 meter häck
- Jesus Villegas Candelo
  - Heat — fullföljde inte (→ gick inte vidare)

Herrarnas maraton
- Jairo Cubillog Rauirez — 2:29:04 (→ 48:e plats)
- Rafael Mora Zamora — fullföljde inte (→ ingen placering)

Herrarnas 20 kilometer gång
- Ernesto Alfaro Bermudez — 1:33:13 (→ 19:e plats)
- Rafael Vega Hernández — 1:37:27 (→ 31:a plats)